# Слепок
Слепокът (Anguis fragilis), наричан още и крехар, е вид безкрако влечуго, външно много напомнящо на змия, въпреки че всъщност принадлежи към подразред Гущери (Sauria).
Слепокът достига дължина около 50 cm, рядко до 65 cm. Отличава се от змиите по наличието на клепач, който може да покрива окото, и по преливането между главата и тялото. Кожата е гладка, люспите не се застъпват и, за разлика от змиите, слепокът я сменя на парчета, а не цялата наведнъж. Освен това езикът му не е раздвоен, както при змиите.

## Разпространение и биотоп
Слепокът е разпространен в почти цяла Европа, с изключение на северната част на Скандинавския полуостров, Ирландия, югоизточните части на Пиренейския полуостров и средиземноморските острови. На изток ареалът му достига до река Тобол, среща се и в Мала Азия, Кавказ и Северозападен Иран. В България е разпространен в цялата страна, с изключение на областите с интензивно земеделие и в планините над 2000 m надморска височина.
Слепокът се среща в разнообразни терени, най-често в редки гори, ливади, скалисти местности. Важно за него е да има възможност за полуподземен живот – натрупани камъни, пънове, сипеи, почвени кухини.

## Поведение
Слепоците са активни през деня и обичат да се припичат на слънце. Хранят се с охлюви и червеи. Известни са със своето дълголетие – в природата достигат възраст около 30 години, а на затворено – до 54 години.
Подобно на повечето видове гущери, слепокът може да откъсне опашката си без сериозна вреда за своето здраве, откъдето идва и името му крехар. Това му помага да се спаси от повечето хищници, които след опит да го заловят остават само с опашката му в ноктите си. Опашката израства отново, макар и най-често с по-малък размер.
Друга интересна особеност на слепока, рядка сред влечугите е, че е живороден. През август-септември женските раждат по десетина малки. Те първоначално са сребристи, като постепенно до третата си година придобиват окончателния си цвят.

## Подвидове
Слепокът има два подвида:
- Обикновен слепок (Anguis fragilis fragilis Linnaeus, 1758) – среща се в по-голямата част от Европа
- Колхидски слепок (Anguis fragilis colchicus Nordmann, 1840) – среща се в Югоизточна Европа, Кавказ и Иран

Колхидския слепок се отличава по разделечените префронтални щитчета, наличието на ушен отвор и по-честото наличие на сини петна, особено при мъжките.
В България се срещат и двата подвида, като колхидският е обичаен за равнините с надморска височина под 550 m, най-вече в източната част на страната.